# Da'an (Taichung)
Pour les articles homonymes, voir Da'an (homonymie).
Da'an ou district de Da'an (chinois : 大安區 ; pinyin : Dà'ān Qū) est un district de la banlieue côtière de la municipalité de Taichung à Taïwan. Il se situe entre la rivière Dajia et Da'an. L'économie du district repose sur la production de riz. Le climat est subtropical.

## Histoire
En mars 1842, pendant la Première Guerre de l'Opium, le voilier Ann fit naufrage près du port de Da'an. Il comptait 57 personnes, pour la plupart des marins et des militaires indiens. Mais, les survivants de l'épave, ainsi que ceux du naufrage du Nerbudda survenu en septembre 1841 furent exécutés à Tainan en août 1842.

## Démographie
- Population : 18 208 habitants (janvier 2023)
- Densité : 664 hab/km²

## Divisions administratives
Le district de Da'an est subdivisé en 12 villages : Nanpu, Nanzhuang, Zhongzhuang, Tong'an, Fuxing, Guike, Ding'an, Yong'an, Fuzhu, Haiqi, Xi'an et Songya.

## Attractions touristiques
- Parc côtier de Da'an